# Xepiculopsis perpulchra
Xepiculopsis perpulchra är en svampart som beskrevs av Nag Raj 1993. Xepiculopsis perpulchra ingår i släktet Xepiculopsis, divisionen sporsäcksvampar och riket svampar.   Inga underarter finns listade i Catalogue of Life.